# Уайтхед, Дин
Дин Уа́йтхед (англ. Dean Whitehead; род. 21 января 1982, Абингдон, Оксфордшир, Англия) — английский футболист, опорный полузащитник, тренер. Помощник главного тренера Блэкберн Роверс.

## Клубная карьера

### Оксфорд Юнайтед
Уайтхед родился в Абингдоне, графство Оксфордшир, и начал свою карьеру в молодёжной команде «Абингдон Таун», а затем попал на просмотр в молодёжную команду своего местного профессионального футбольного клуба «Оксфорд Юнайтед».
Он прошел через все возраста академии и 7 декабря 1999 года дебютировал в основном составе в матче Трофея Футбольной лиги против «Лутон Таун», который закончился со счётом 2:0. Это было единственное появление Уайтхеда в сезоне 1999/00, так как остаток сезона он провёл на скамейке запасных. В конце сезона 1999/00 он подписал контракт с клубом.
В сезоне 2000–2001 годов Уайтхед вскоре получил несколько возможностей сыграть за основную команду под руководством тренера Дениса Смита. Несмотря на то, что ему дали шанс проявить себя, ему приходилось конкурировать с Мэттом Мёрфи и другими полузащитниками за место в центре поля. Несмотря на то, что Уайтхед дважды пропускал матчи из-за дисквалификации, в сезоне 2000–2001 годов он сыграл в 23 играх, а «Оксфорд» вылетел в Третий дивизион. В конце сезона 2000–2001 годов игрок подписал с клубом долгосрочный контракт.
В сезоне 2001–2002 годов Уайтхед забил свой первый гол в Футбольной лиге в матче против «Рашден энд Даймондс» 31 августа 2001 года. Вскоре в том же сезоне он стал основным игроком команды, закрепившись на позиции полузащитника. Однако в середине сезона Уайтхед вместе с Крисом Хакеттом подверглись критике со стороны менеджера Иэна Аткинса за непрофессионализм из-за отказа участвовать в фитнес-программе клуба. Уайтхед и Хакетт отрицали это и заявили, что всё это было недоразумением. К концу сезона 2001–2002 Уайтхед начал играть на позиции центрального полузащитника. Несмотря на то, что он пропустил три матча, в общей сложности он принял участие в 43 играх, а «Оксфорд Юнайтед» провёл неудачный сезон, заняв 21-е место.
Уайтхед начал сезон 2002–2003 в качестве основного игрока, набрав хорошую форме. В начале ноября Аткинс похвалил Уайтхеда за игру против «Астон Виллы» и «Рочдейла». Дин продолжал демонстрировать впечатляющие результаты до конца года. Уайтхед забил свой первый гол в сезоне 26 декабря в матче против «Борнмута», завершившемся победой со счётом 3:0. Однако в период с января по март он редко выходил на поле в основном составе. В результате в сезоне 2002/03 он сыграл всего 22 матча, а «Оксфорд» не попал в плей-офф, не сумев добрать одно очко.
В сезоне 2003–2004 Уайтхед вернул себе место в команде после ухода Дэйва Сэвиджа. 27 сентября 2003 года он забил свой первый гол в сезоне в матче против «Нортгемптон Таун», который закончился победой 3:0. Его хвалили за выступления в основном составе. Уайтхед сделал свой первый дубль в сезоне 18 октября, когда его команда обыграла «Бери» со счётом 4:0. Он также забил гол со штрафного 1 ноября в победной встрече с «Дарлингтоном» со счётом 3:1. В результате клуб предложил ему двухлетний контракт, который должен был удержать его на стадионе «Кассам» до 2006 года. 21 февраля 2004 года он забил в ворота «Бери» второй гол в том сезоне, а итогом стала ничья 1:1. 1 мая в матче против «Маклсфилд Таун», который закончился со счётом 2:1, Уайтхед впервые стал капитаном команды в отсутствие Энди Кросби. К концу сезона 2003/04 он провел 47 матчей и забил семь голов. Уайтхед был признан игроком сезона в клубе.
Отыграв за клуб пять сезонов, его контракт истек, и он отклонил новое предложение клуба. Менеджер Грэм Рикс сообщил, что Уайтхед был бы назначен преемником Кросби на посту капитана, если бы подписал новый контракт с клубом.

### Сандерленд
В июне 2004 года Уайтхед перешёл в «Сандерленд» на правах свободного агента. Подписав трёхлетний контракт с клубом из Чемпионшипа, он рассказал, что перешёл в «Сандерленд» из-за амбиций и желания играть на более высоком уровне. «Сандерленд» обязали выплатить «Оксфорду» 150.000 фунтов стерлингов в качестве компенсации за время и деньги, вложенные в его развитие. «Оксфорд» также должен был получить 25% от любой суммы, если «Сандерленд» продаст Уайтхеда.
Уайтхед дебютировал в «Сандерленде», выйдя на замену Бену Кларку в конце матча против «Ковентри Сити», а его новая команда потерпела поражение 2:0 в первом туре сезона. Он быстро стал ключевым игроком команды, регулярно выходя на поле, несмотря на конкуренцию со стороны других полузащитников. За время, проведённое в основном составе, он получил похвалу от тренера Мика Маккарти. Только 25 октября он забил свой первый гол за клуб в матче против «Ротерем Юнайтед», который завершился со счётом 1:0. Затем он забил свой второй гол в сезоне 11 декабря в матче с «Кардифф Сити», который закончился со счётом 2:0. Уайтхед забил ещё три гола в конце сезона в матчах, которые завершились победой «Сандерленда». После того, как он хорошо проявил себя в «Сандерленде» в середине сезона, в 2004–2005 годах ему предложили новый трёхлетний контракт. Несмотря на то, что Уайтхед пропустил три матча в течение сезона, он в общей сложности сыграл в 43 встречах и забил пять голов во всех соревнованиях. Он помог «Сандерленду» выиграть Чемпионшип в 2004–2005 годах и в конце сезона был признан лучшим игроком по версии своих товарищей по команде.
В сезоне 2005–2006 Уайтхед продолжал выходить в стартовом составе, а клуб играл в Премьер-лиге. Несмотря на трудности, с которыми клуб столкнулся в Премьер-лиге в начале сезона, Уайтхед оказал положительное влияние на команду. Его игру сравнивали с игрой Роя Кина из «Манчестер Юнайтед». Только 29 октября он забил свой первый гол в Премьер-лиге в матче против «Портсмута», который закончился со счётом 4:1 в пользу соперника. Три недели спустя, 19 ноября, Уайтхед забил свой второй гол в сезоне, но при этом команда проиграла «Астон Вилле» со счетом 3:1. К ноябрю он начал играть на позиции правого крайнего полузащитника, в более непривычном амплуа. 26 ноября Уайтхед продлил контракт с клубом, согласно которому он оставался на «Стэдиум оф Лайт» до 2010 года. 3 декабря в проигранном матче против «Тоттенхэм Хотспур» на «Уайт Харт Лейн» со счетом 3:2 он пробил со штрафного с 27 метров, мяч миновал тогдашнего вратаря сборной Англии Пола Робинсона. В итоге «Сандерленд» вылетел из высшего дивизиона в сезоне 2006/07. Несмотря на то, что Уайтхед пропустил один матч в сезоне 2005/06, в общей сложности он провел тридцать восемь матчей и забил три гола во всех турнирах.
В преддверии сезона 2006–2007 годов «Сандерленд» отклонил предложение «Рединга» по трансферу Уайтхеда в размере 1,2 миллиона фунтов стерлингов в июле 2006 года. В следующем месяце Уайтхед и его товарищ по команде Лиам Лоуренс подписали новые контракты. Дин продолжал играть в основном составе под руководством нового тренера Роя Кина. Уайтхед забил свой первый гол в сезоне в матче против «Вест Бромвич Альбион», в котором клуб одержал победу со счётом 2:0, а сам Уайтхед был назван лучшим игроком встречи. 21 октября, он забил свой второй гол в сезоне в победном матче против «Барнсли» (2:0). Перед началом сезона 2006–2007 Уайтхед отказался от капитанства, чтобы сосредоточиться на футболе, но он заменял часто травмировавшегося Стивена Колдуэлла и был повторно назначен капитаном на постоянной основе после того, как Колдуэлл был продан в «Бернли». В какой-то момент в сезоне 2006–2007 Уайтхед играл на позиции правого защитника из-за отсутствия Найрона Носуорси. В следующем месяце он вернулся на свою позицию центрального полузащитника. Ближе к концу сезона Уайтхед забил ещё два гола. В сезоне 2006–2007 «Сандерленд» занял первое место в Чемпионшипе и вернулся в Премьер-лигу. В конце сезона 2006–2007 Уайтхед был включён в символическую сборную года по версии ПФА. Он также занял второе место в голосовании за лучшего игрока клуба. Несмотря на то, что Уайтхед выбыл из строя под финал кампании 2006–2007, он тем не менее провёл 47 матчей и забил четыре гола во всех турнирах.

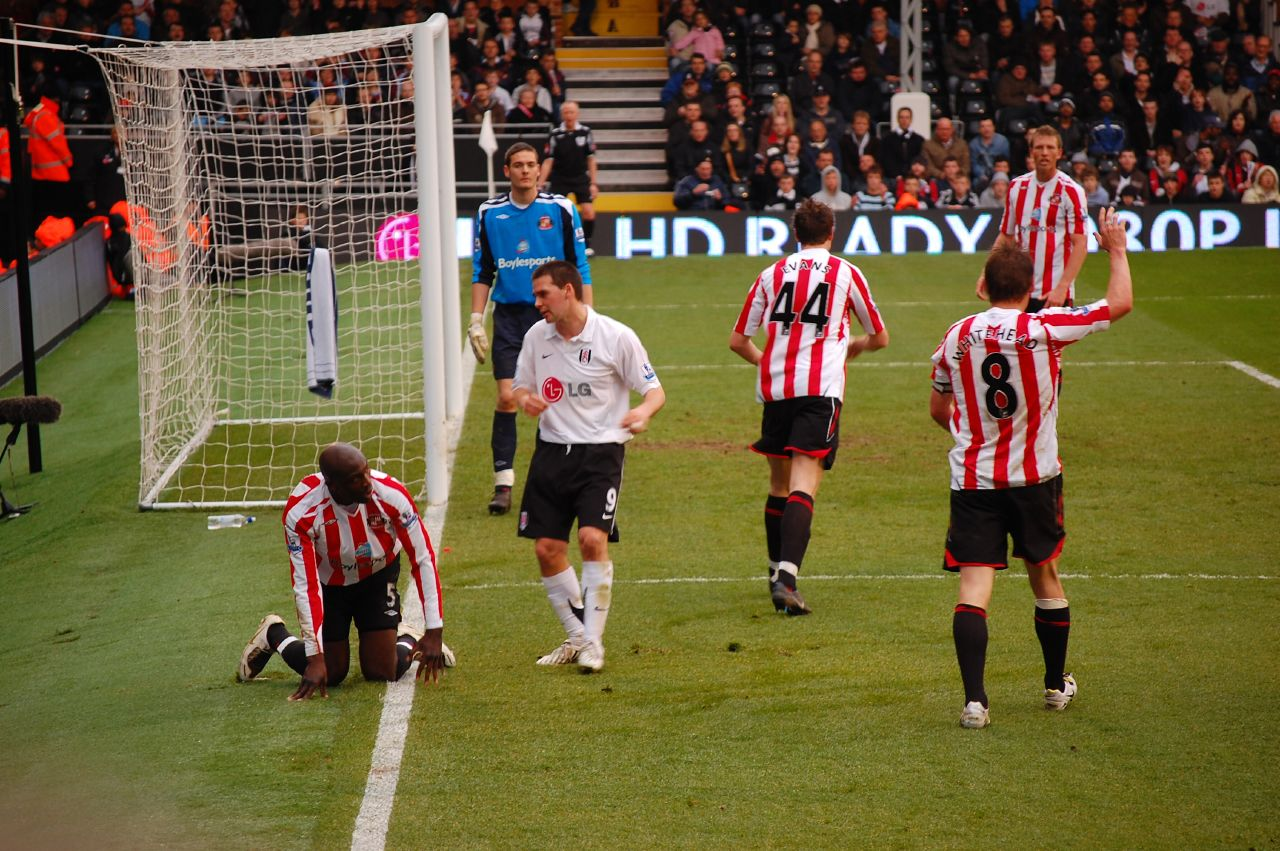
Уайтхед (в красном, под номером 8) играет против «Фулхэма» в апреле 2008.

Уайтхед сыграл на позиции правого защитника в матче против «Тоттенхэм Хотспур» в первом туре сезона 2007–2008, а затем получил травму крестообразной связки колена в матче против «Уиган Атлетик» в августе, из-за чего выбыл на шесть месяцев. Он вернулся после травмы в начале ноября 2007 года и 24 ноября снова вышел на поле в матче против «Эвертона», в котором «Сандерленд» был разгромлен со счётом 7:1. После возвращения он снова стал основным игроком «Сандерленда». 14 апреля он забил свой первый гол в сезоне в матче против «Манчестер Сити», который закончился победой «горожан» со счётом 2:1. В конце сезона 2007/08 Уайтхед помог «Сандерленду» избежать вылета.  Несмотря на то, что Уайтхеду пришлось пропустить большую часть сезона из-за травмы, он тем не менее провёл 28 матчей и забил один гол во всех турнирах. Был отрезок, когда Уайтхеду приходилось выполнять роль правого защитника, но это в скором времени это закончилось, а Уайтхед снова вернулся в центр полузащиты.
Перед сезоном 2008–2009 Уайтхед был близок к переходу из «Сандерленда» в «Сток Сити», который вышел в Премьер-лигу, предложил за него 3 миллиона фунтов стерлингов. В ответ игрок заявил, что хочет остаться в «Сандерленде». В начале сезона Уайтхед продолжал выходить в стартовом составе. После поражения от «Болтон Уондерерс» со счётом 4:1 29 ноября болельщики клуба освистывали команду за игру на протяжении всего матча, который стал последним для Кина в качестве тренера «Сандерленда». Уайтхеда продолжали связывать с уходом из «Сандерленда» на протяжении всего январского трансферного окна. Несмотря на то, что Уайтхед пропустил четыре матча в течение сезона, он помог команде снова избежать вылета после проигрыша «Челси» со счётом 3:2 в последней игре сезона, но поражения «Ньюкасла» и «Мидлсбро» в параллельных встречах означали, что «Сандерленд» в безопасности. К концу сезона 2008–2009 Уайтхед провёл 38 матчей во всех турнирах. Он покинул «Сандерленд» в августе 2009 года, сыграв за клуб 200 матчей.

### Сток Сити

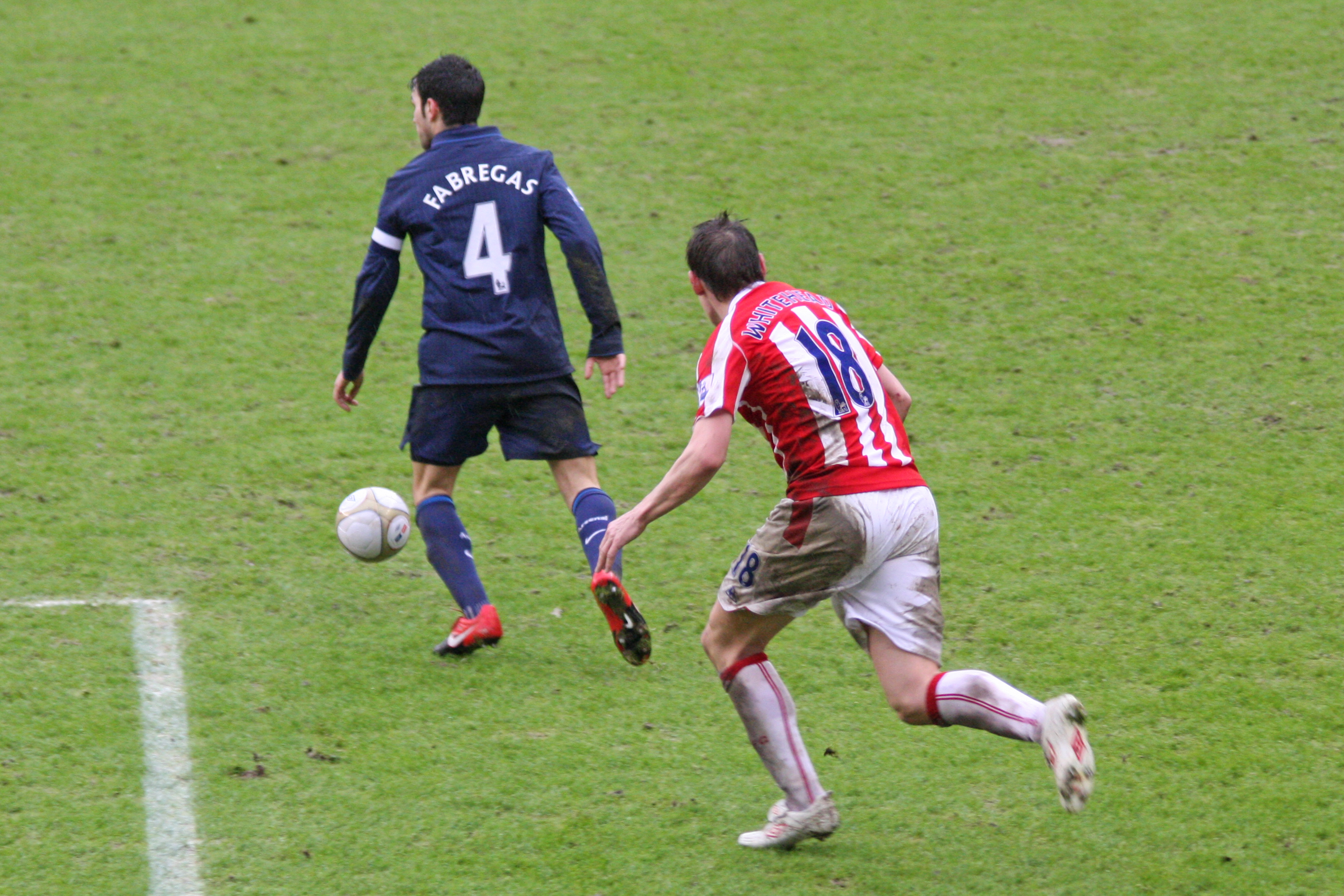
Уайтхед (в футболке с номером 18) собирается отобрать мяч у игрока «Арсенала» Сеска Фабрегаса (в футболке с номером 4) во время матча Кубка Англии в январе 2010 года

Уайтхед подписал четырёхлетний контракт с клубом Премьер-лиги «Сток Сити» 24 июля 2009 года за первоначальную сумму в 3 миллиона фунтов стерлингов, которая выросла до 5 миллионов фунтов стерлингов с учётом дополнительных выплат. Он заявил, что командный дух «гончаров» стал главной причиной его перехода в новую команду. Он дебютировал 15 августа 2009 года в матче против «Бернли», который закончился победой со счётом 2:0. Уайтхед начал свою карьеру в «Сток Сити» не слишком ярко, сыграв несколько матчей безрезультатно. Однако после ничьей 0:0 с «Блэкберн Роверс» он заслужил похвалу от тренера Тони Пулиса. Уайтхед забил свой первый гол за «Сток Сити», реализовав на 86-й минуте передачу вингера Мэтью Этерингтона в матче четвёртого раунда Кубка Англии против «Арсенала» на стадионе «Британия» 24 января 2010 года. Уайтхед был удалён с поля в матче против «Тоттенхэм Хотспур» в марте 2010 года, что вызвало резкую критику судьи Майка Дина со стороны Тони Пулиса и Мэтью Этерингтона.
Свой первый гол в Премьер-лиге за «Сток Сити» Уайтхед забил 9 ноября 2010 года в матче против «Бирмингем Сити», Уайтхед отправил в сетку ворот соперника победный мяч, встреча завершилась со счётом 3:2. 4 января 2011 года он забил свой второй гол в чемпионате за «Сток Сити» в матче против «Манчестер Юнайтед», став первым игроком «Сток Сити», забившим на «Олд Траффорд» с 1980 года. К концу сезона 2010/11 Уайтхед уступил место в стартовом составе Гленну Уилену, но иногда выходил на замену. Уайтхед принял участие в финале Кубка Англии 2011 года на стадионе «Уэмбли», когда его команда уступил «Манчестер Сити» со счётом 1:0.
В преддверии сезона 2011–2012 Уайтхед сказал, что ожидает усиления конкуренции в полузащите клуба. Затем он провел свой 100-й матч за «Сток Сити» 3 ноября 2011 года в матче Лиги Европы УЕФА против тель-авивского «Маккаби», забив первый гол в победной игре со счетом 2:1. В сезоне 2011/12 он сыграл в 10 из 12 матчей «Сток Сити» в Еврокубках и завершил сезон, сыграв вничью с «Маккаби». В общей сложности провел 47 матчей. Сезон 2012/13 он начал неудачно, так как в день открытия сезона в гостях против «Рединга» «гончары» уступили, пропустив с пенальти на 90-й минуте. Уайтхед был удалён с поля после получения второй жёлтой карточки и до конца сезона оставался дублёром Гленна Уилана, выходя на поле в основном в качестве запасного, хотя в отсутствие Энди Уилкинсона и Райана Шоттона его ставили на позицию правого защитника. В конце сезона 2012/13 «Сток Сити» расторг с ним контракт.

### Мидлсбро
2 июля 2013 года Уайтхед подписал двухлетний контракт с клубом из Чемпионшипа «Мидлсбро». Менеджер Тони Моубрей рассказал, что опыт Уайтхеда в том, что он дважды получал повышение в Чемпионшипе, стал ключевой причиной его подписания. После прихода в клуб из Норт-Йоркшира игрок получил футболку с восемнадцатым номером. Он дебютировал за «Мидлсбро» в первом матче сезона, в котором его новая команда уступила «Лестер Сити» со счетом 2:1. После перехода он быстро зарекомендовал себя как игрок стартового состава на позиции центрального полузащитника. Несмотря на то, что Уайтхед считался игроком основного состава, ему тем не менее приходилось сталкиваться с серьезной конкуренции на «Риверсайде», ведь в клубе центр полузащиты был укомплектован качественными игроками. Пропустив четыре матча в период с конца октября по конец ноября, он вышел на замену 30 ноября 2013 года, когда «Болтон Уондерерс» одержал победу со счетом 1:0. 4 декабря Уайтхед забил свой первый и, как оказалось, единственный гол в ворота «Дерби Каунти», уступив на выезде со счетом 2:1. Две недели спустя, 21 декабря, он впервые стал капитаном «Мидлсбро» в победной игре над «Миллуоллом» со счетом 2:0. В этом сезоне Уайтхед трижды получал дисквалификации, в том числе был удален за несогласие с действиями судьи после поражения от «Шеффилд Уэнсдей» 1 марта со счетом 1:0. Несмотря на этот инцидент, он остался в основном составе, где был капитаном команды еще четыре раза в течение сезона. В сезоне 2013/14 провел 38 матчей и забил один гол, а "Мидлсбро" финишировал на 12-й позиции.
В начале сезоне 2014–2015 Уайтхед продолжил играть в основном составе, но постепенно оказался игроком замены. Это было связано с усилением конкуренции за позицию опорного полузащитника, где в числе претендентов были Ричард Смоллвуд, Грант Ледбиттер и Адам Клейтон. Однако, после победы над «Брентфордом» со счетом 4:0 20 сентября, Уайтхед был удален «за грубый подкат», что привело к тому, что судья вынес решение об удалении футболиста с поля. Он получил прямую красную карточку. Отбыв трехматчевую дисквалификацию, Дин вернулся в первую команду, выйдя на замену в конце матча 2 октября, когда «Фулхэм» одержал победу со счетом 2:0. 25 октября «Боро» сыграли вничью со счетом 1:1 в матче с «Уотфордом», а Дин Уайтхед вышел на поле с капитанской повязкой. Однако затем Уайтхед был переведён в запас. Но он всё же выходил на поле, дважды сыграв на позиции правого защитника и шесть раз в центре полузащиты. and six times in central midfield. Он также снова был капитаном команды в матче против «Шеффилд Уэнсдей» 28 февраля, который закончился поражением со счётом 2:0. В плей-офф Чемпионшипа Уайтхед трижды выходил на поле в качестве правого защитника, в том числе в финале плей-офф на «Уэмбли», где его команда проиграла «Норвич Сити» со счётом 2:0. Уайтхед провёл 25 матчей во всех турнирах. В конце сезона Уайтхед покинул «Мидлсбро», так как тренер Айтор Каранка не мог гарантировать ему игровое время.

### Хаддерсфилд Таун
В июне 2015 года Уайтхед подписал двухлетний контракт с клубом Чемпионшипа «Хаддерсфилд Таун». После перехода в команду ему дали четвёртый номер на сезон 2015/16. Он дебютировал 8 августа в матче против «Халл Сити» на стадионе «Кингс-Парк», встреча закончилась поражением «терьеров» со счётом 2:0. 11 августа он впервые стал капитаном «Хаддерсфилд Таун» в матче против «Ноттс Каунти», завершившийся поражением 2:1. Уайтхед быстро закрепился в основном составе под руководством Криса Пауэлла. Он снова стал капитаном команды после того, как Марк Хадсон пропустил пять матчей с 12 сентября по 3 октября.  Благодаря своей игре Уайтхед был признан лучшим игроком месяца в октябре и ноябре. Однако 5 декабря во время победного матча с «Бирмингем Сити» (2:0), он получил травму колена и выбыл на два месяца. Месяц спустя, 23 января, Уайтхед вернулся в основной состав после травмы, выйдя на замену в конце матча с «Брайтон энд Хоув Альбион», в котором «Хаддерсфилд» проиграл со счётом 2:1. После возвращения в основной состав он вернул себе место в стартовом составе до конца сезона. К концу сезона 2015–2016 Уайтхед провёл 36 матчей во всех турнирах.
В преддверии сезона 2016–2017 Уайтхед отказался переходить в «Ротерем Юнайтед» и заявил, что будет бороться за место в основном составе «Хаддерсфилд Таун». Он пропустил первые два матча нового сезона из-за дисквалификации за участие в инциденте в последней игре предыдущего сезона против «Брентфорда». Он впервые вышел на поле в новом сезоне 20 августа, отыграв весь матч против «Барнсли». Однако Уайтхед испытывал трудности в основной команде под руководством Давида Вагнера из-за сильной конкуренции со стороны других полузащитников. 27 сентября он впервые в этом сезоне стал капитаном команды в матче против «Ротерем Юнайтед», который закончился победой со счётом 2:1. Из-за отсутствия Хадсона Уайтхед часто заменял его в качестве капитана, а Томми Смит выходил на поле с капитанской повязкой, когда Уайтхед не попадал в стартовый состав. В течение январского трансферного окна он оставался на стадионе «Кирклис», хотя его активно связывали с переходом в «Уиган Атлетик». 1 апреля в матче против «Бертон Альбион», который закончился поражением «Хаддерсфилда» со счётом 1:0, Уайтхед был удалён за второе предупреждение. Уайтхед позже трижды выходил на замену в плей-офф Чемпионшипа, а «Хаддерсфилд» вышел в Премьер-лигу после победы над «Редингом» со счётом 5:4 в серии пенальти после ничьей 0:0 в финале плей-офф Чемпионшипа. К концу сезона 2016/17 он провёл 20 матчей во всех турнирах.
Перед сезоном 2017/18 «Хаддерсфилд» объявил, что Уайтхед продлил свой контракт с клубом до конца кампании в Премьер-лиги, а менеджер Давид Вагнер заявил: «Даже если он будет меньше играть за нас, он по-прежнему является очень важной частью команды и нашей раздевалки». Уайтхед был включен в состав команды из 25 человек на матчи Премьер-лиги. Он впервые появился на поле в стартовом составе, в победном матче 23 августа против «Ротерем Юнайтед» (2:1) в рамках второго раунда Кубка лиги. Затем, 30 сентября, Уайтхед впервые спустя четыре года вышел на поле в Премьер-лиге против «Тоттенхэм Хотспур», матч закончился разгромом 4:0 в пользу «Тоттенхэм Хотспур». Большую часть кампании 2017/18 Уайтхед продолжал выходить на замену. 11 мая 2018 года Уайтхед объявил о том, что завершит карьеру профессионального футболиста по завершении сезона. Он в последний раз сыграл за клуб (и завершил свою футбольную карьеру), выйдя на замену в конце матча против «Арсенала» в последнем туре Премьер-лиги, игра закончилась со счётом 1:0 в пользу «Арсенала».

## Тренерская карьера
После завершения карьеры Уайтхед стал тренером в «Хаддерсфилд Таун» в составе тренерского штаба Давида Вагнера, получив тренерскую лицензию УЕФА категории «А», и с 1 января 2019 года возглавил новую группу детей в академии клуба, состоящую из игроков до 17 лет. В октябре его воспитанники из команды до 17 лет провели первую в жизни игру против сверстников из «Линкольн Сити».
16 ноября 2019 года Уайтхед присоединился к тренерскому штабу Сэма Рикеттса в «Шрусбери Таун», выступающем в Лиге Один. Рикеттс заменил Джо Паркинсона на посту тренера основной команды. 25 августа 2020 года Уайтхед был назначен помощником главного тренера после ухода Джона Питтса и Грэма Барроу. 25 ноября Уайтхед и Рикеттс были освобождены от своих обязанностей, так как клуб занимал 23-е место в Лиге Один, набрав всего 9 очков из 39 возможных.
Уайтхед присоединился к тренерскому штабу клуба Лиги Два «Порт Вейл» в июле 2021 года в рамках летней перестройки, предложенной спортивным директором Дэвидом Флиткрофтом; менеджер Даррелл Кларк сказал, что Уайтхед «определенно является тем, на кого наша команда может равняться». Он помог «Вейл» получить повышение в конце сезона 2021/22. В июле 2022 года Дин переехал в Турцию, чтобы вместе с Адамом Мюрреем войти в тренерский штаб «Бешикташа». Он покинул клуб, когда тремя месяцами позже был уволен главный тренер Валерьен Исмаэль. В ноябре 2022 года он присоединился к «Кардифф Сити» в качестве тренера первой команды. После увольнения Марка Хадсона 14 января 2023 года Уайтхед был назначен временно исполняющим обязанности главного тренера «Кардифф Сити». В предсезонке 2023 года Исмаэль возглавил «Уотфорд», выступающий в Чемпионшипе, и Уайтхед перешел работать к нему в качестве помощника главного тренера. В июле 2024 года он стал тренером первой команды «Барнсли», снова поработав с Дарреллом Кларком. В сентябре 2024 года он вернулся в свой бывший клуб «Сток Сити», чтобы присоединиться к тренерской команде Нарсиса Пелаха. Он покинул «Сток» в январе 2025 года и в следующем месяце присоединился к «Блэкберн Роверс» в качестве помощника главного тренера после того, как Исмаэль был назначен менеджером клуба.

## Личная жизнь
Уайтхед вырос в семье, где любили футбол, и болели за «Ливерпуль». У него есть брат Крейг. Во время своего пребывания в «Хаддерсфилд Таун» товарищ Уайтхеда по команде Томми Смит называл его «Уайтси».
Дин Уайтхед дружит с Лиамом Лоуренсом, с которым играл в «Сандерленде» и «Сток Сити». Во время выступлений за «Сток Сити» и «Хаддерсфилд Таун» Уайтхед жил в Чешире со своей женой Луизой и двумя сыновьями, Олли и Гарри.

## Статистика выступлений
| Клуб             | Сезон            | Лига             | Лига | Лига | Кубок Англии | Кубок Англии | Кубок Лиги | Кубок Лиги | Прочие | Прочие | Итого | Итого |
| Клуб             | Сезон            | Дивизион         | Игры | Голы | Игры         | Голы         | Игры       | Голы       | Игры   | Голы   | Игры  | Голы  |
| ---------------- | ---------------- | ---------------- | ---- | ---- | ------------ | ------------ | ---------- | ---------- | ------ | ------ | ----- | ----- |
| Оксфорд Юнайтед  | 1999–2000        | Второй дивизион  | 0    | 0    | 0            | 0            | 0          | 0          | 1      | 0      | 1     | 0     |
| Оксфорд Юнайтед  | 2000–01          | Второй дивизион  | 20   | 0    | 1            | 0            | 2          | 0          | 0      | 0      | 23    | 0     |
| Оксфорд Юнайтед  | 2001–02          | Третий дивизион  | 40   | 1    | 1            | 0            | 1          | 0          | 1      | 0      | 43    | 1     |
| Оксфорд Юнайтед  | 2002–03          | Третий дивизион  | 18   | 1    | 2            | 0            | 1          | 0          | 1      | 0      | 22    | 1     |
| Оксфорд Юнайтед  | 2003–04          | Третий дивизион  | 44   | 7    | 1            | 0            | 2          | 0          | 0      | 0      | 47    | 7     |
| Оксфорд Юнайтед  | Итого            | Итого            | 122  | 9    | 5            | 0            | 6          | 0          | 3      | 0      | 136   | 9     |
| Сандерленд       | 2004–05          | Чемпионшип       | 42   | 5    | 2            | 0            | 2          | 0          | —      | —      | 46    | 5     |
| Сандерленд       | 2005–06          | Премьер-лига     | 37   | 3    | 2            | 1            | 2          | 0          | —      | —      | 41    | 4     |
| Сандерленд       | 2006–07          | Чемпионшип       | 45   | 4    | 1            | 0            | 1          | 0          | —      | —      | 47    | 4     |
| Сандерленд       | 2007–08          | Премьер-лига     | 27   | 1    | 1            | 0            | 0          | 0          | —      | —      | 28    | 1     |
| Сандерленд       | 2008–09          | Премьер-лига     | 34   | 0    | 1            | 0            | 3          | 0          | —      | —      | 38    | 0     |
| Сандерленд       | Итого            | Итого            | 185  | 13   | 7            | 1            | 8          | 0          | —      | —      | 200   | 14    |
| Сток Сити        | 2009–10          | Премьер-лига     | 36   | 0    | 4            | 1            | 0          | 0          | —      | —      | 40    | 1     |
| Сток Сити        | 2010–11          | Премьер-лига     | 37   | 2    | 4            | 0            | 2          | 0          | —      | —      | 43    | 2     |
| Сток Сити        | 2011–12          | Премьер-лига     | 33   | 0    | 4            | 0            | 0          | 0          | 10     | 1      | 47    | 1     |
| Сток Сити        | 2012–13          | Премьер-лига     | 26   | 1    | 3            | 0            | 1          | 0          | —      | —      | 30    | 1     |
| Сток Сити        | Итого            | Итого            | 132  | 3    | 15           | 1            | 3          | 0          | 10     | 1      | 160   | 5     |
| Мидлсбро         | 2013–14          | Чемпионшип       | 37   | 1    | 1            | 0            | 0          | 0          | —      | —      | 38    | 1     |
| Мидлсбро         | 2014–15          | Чемпионшип       | 18   | 0    | 2            | 0            | 2          | 0          | 3      | 0      | 25    | 0     |
| Мидлсбро         | Итого            | Итого            | 55   | 1    | 3            | 0            | 2          | 0          | 3      | 0      | 63    | 1     |
| Хаддерсфилд Таун | 2015–16          | Чемпионшип       | 34   | 0    | 1            | 0            | 1          | 0          | —      | —      | 36    | 0     |
| Хаддерсфилд Таун | 2016–17          | Чемпионшип       | 16   | 0    | 4            | 0            | 0          | 0          | 0      | 0      | 20    | 0     |
| Хаддерсфилд Таун | 2017–18          | Премьер-лига     | 4    | 0    | 1            | 0            | 2          | 0          | —      | —      | 7     | 0     |
| Хаддерсфилд Таун | Итого            | Итого            | 54   | 0    | 6            | 0            | 3          | 0          | 0      | 0      | 63    | 0     |
| Итого за карьеру | Итого за карьеру | Итого за карьеру | 548  | 26   | 36           | 2            | 22         | 0          | 16     | 1      | 622   | 29    |

1. 1 2 3  Выступления в Трофей Английской лиги
2. ↑  Выступления в Лига Европы УЕФА
3. ↑  Выступления в Плей-офф Чемпионшипа

## Достижения
«Сандерленд»
- Победитель Чемпионшип (2): 2004/05, 2006/07

«Сток Сити»
- Финалист Кубок Англии по футболу: 2010/2011

«Хаддерсфилд Таун»
- Победитель плей-офф Чемпионшип: 2016/17[191]

Индивидуальные награды
- «Оксфорд Юнайтед» Лучший игрок сезона: 2003/2004
- «Сандерленд» Лучший игрок сезона: 2005/2006
- Команда года по версии ПФА Символическая сборная сезона: 2006/2007